# Aigialosauridae
De Aigialosauridae (uit het Grieks, aigialos = 'kust' en sauros = 'hagedis') zijn een familie van uitgestorven semiaquatische pythonomorfe hagedissen uit het Laat-Krijt die nauw verwant zijn aan de Mosasauridae. Door sommige paleontologen worden ze beschouwd als een afzonderlijke monofyletische groep terwijl anderen ze zien als een parafyletische ontwikkelingsgraad binnen de basale mosasauroïden. Recente moleculaire en morfologische gegevens ondersteunen die laatste hypothese, dat zij slechts de oudst bekende leden zijn van de tak die naar de mosasauroïden voert.
De familie in engere zin omvat dan slechts twee soorten, normaal ingedeeld in maar twee geslachten: Aigialosaurus en Opetiosaurus. Geïnterpreteerd als een ontwikkelingsgraad in plaats van als een echte monofyletische groep, worden veel andere basale mosasauroïden met onzekere affiniteiten soms informeel aigialosauriërs genoemd, zoals de geslachten Komensaurus, Haasiasaurus, Carsosaurus en Dallasaurus en zelfs hele families van mosasauriden, zoals de Tethysaurinae. De term 'plesiopedale mosasauriden' of 'mosasauriden met een plesiopedale ledemaatvorm' (dus met een basale bouw van handen en voeten) is een meer formele manier om te verwijzen naar dergelijke basale soorten die stevig binnen de familie Mosasauridae vallen.

## Beschrijving
Aigialosauriden waren semi-aquatische hagedissen die ondiepe mariene omgevingen bewoonden in de oude Tethysoceaan, de enige bekende fossielen waarvan zijn teruggevonden in Kroatië. Hun schedels zijn vergelijkbaar met de schedels van meer afgeleide mosasauriërs, hoewel het postcraniale skelet veel meer lijkt op dat van landbewonende hagedissen.

## Classificatie
De systematiek en taxonomie van de Aigialosauridae is controversieel en heeft een problematische geschiedenis. Ondanks grondige beoordelingen van de verwantschappen tussen vroege Mosasauroidea en herbeschrijvingen van de twee normaal erkende aigialosauride geslachten Aigialosaurus en Opetiosaurus, blijft de status van de familie onzeker.
Dutchak & Caldwell (2009) bestempelden Opetiosaurus als een jonger synoniem van Aigialosaurus (als Aigialosaurus bucchichi), wat een zeer nauwe verwantschap tussen de twee suggereerde. Hun eigen analyse ondersteunt een dergelijke conclusie niet strikt, en latere analyses evenmin. Analyses uitgevoerd door Madzia & Cau (2017) tonen inderdaad aan dat de twee geslachten niet noodzakelijk nauwer aan elkaar verwant zijn dan beide aan meer afgeleide mosasauroïden, wat niet alleen suggereert dat Opetiosaurus een geldig geslacht is, maar ook de geldigheid van de Aigialosauridae als een monofyletische groep, zelfs slechts in engere zin, in twijfel trekt.